# Uda Genji
Die Uda Genji (japanisch 宇田源氏) bildeten einen Zweig der Minamoto, der sich von Kaiser Uda ableitete.

## Genealogie
- Hideakira (英明; † 939) war Sohn des Prinzen Tokiyo-shinnō und ein Enkel Kaiser Udas. Seine Mutter war die Tochter Sugawara Michizanes. Er führte die Titel Kurōdo no kami[A 1] und Sakonoe no chūjō (Vizekommandant der Leibgarde zur Linken).[1]
- Masanobu (雅信; 920–993) war Sohn des Prinzen Atsuzane-shinnō (敦実親王; 893–976) und Enkel Kaiser Udas. Er wurde im Jahr 978 Sadaijin (Kanzler zur Linken) und hielt diesen Posten bis zu seinem Lebensende. Seine Tochter Rinshi (倫子) heiratete Fujiwara no Michinaga.[2]

## Ōmi Genji
Die Sasaki, und damit auch die Amako, Kutsuki, Kyōgoku und Rokkaku, führten sich auf diese Minamoto-Linie zurück. Diese waren ursprünglich in der Provinz Ōmi ansässig und werden daher auch Ōmi Genji (近江源氏) genannt. Kaiser Uda und Prinz Atsuzane werden u. a. als Schutzgötter (Ujigami) für diese Familien im Sasaki-Schrein (沙沙貴神社 Sasaki-jinja) in Azuchichō-Jōrakuji, Ōmihachiman verehrt, der sich im früheren Lehen Sasaki befindet, von dem die Sasaki ihren Namen bezogen.